# Ishmael Kipkurui
Ishmael Rokitto Kipkurui (10 febbraio 2005) è un mezzofondista keniota.

## Palmarès
| Anno | Manifestazione    | Sede         | Evento         | Risultato | Prestazione | Note |
| ---- | ----------------- | ------------ | -------------- | --------- | ----------- | ---- |
| 2022 | Africani          | Saint-Pierre | 5000 m piani   | 6º        | 13'49"13    |      |
| 2023 | Mondiali di cross | Bathurst     | Corsa juniores | Oro       | 24'29"      |      |
| 2023 | Mondiali di cross | Bathurst     | A squadre      | Oro       | 22 p.       |      |
| 2023 | Mondiali          | Budapest     | 5000 m piani   | 10º       | 13'21"20    |      |
| 2024 | Mondiali di cross | Belgrado     | Corsa seniores | dnf       | dnf         |      |
| 2024 | Mondiali U20      | Lima         | 5000 m piani   | 4º        | 13'42"27    |      |

## Campionati nazionali
2022
- Argento ai campionati kenioti, 5000 m piani - 13'26"98

2024
- 6º ai campionati kenioti di corsa campestre - 28'53"

## Altre competizioni internazionali
2023
- 8º ai Bislett Games ( Oslo), 5000 m piani - 13'05"47
- Argento al Meeting de Paris ( Parigi), 2 miglia - 8'09"23
- 9º al Doha Diamond League ( Doha), 3000 m piani - 7'39"84
- 4º al Cross Internacional de Itálica ( Siviglia) - 29'16"
- Argento al Cross Internacional de San Sebastián ( San Sebastián) - 26'20"

2024
- 4º al Cross Internacional Juan Muguerza ( Elgoibar) - 30'43"

2025
- 4º al Prefontaine Classic ( Eugene), 10000 m piani - 26'47"72